# Guasiniidae
Guasiniidae – rodzina pajęczaków z rzędu kosarzy i podrzędu Laniatores zawierająca 3 opisane gatunki w 2 rodzajach

## Budowa ciała
Wszystkie gatunki są całkowicie pozbawione oczu.

## Występowanie
Kosarze te to południowoamerykańskie endemity. Dwa pierwsze gatunki zostały odnalezione pod korą w ściółce. Kolejny został napotkany w glebie lasu deszczowego w pobliżu ujścia Rio Negro, na terenie będącym zalewanym na prawie pół roku.

## Systematyka
Jest to wraz z Ogoveidae i Fissiphalliidae najmniejsza rodzina kosarzy. Ostatnie badania sugerują, że dwa opisane rodzaje powinny być połączone w jeden.
- Rodzaj: Guaiquinimia González-Sponga, 1997
  - Guaiquinimia longipes González-Sponga, 1997

- Rodzaj: Guasinia González-Sponga, 1997
  - Guasinia delgadoi González-Sponga, 1997
  - Guasinia persephone Pinto-da-Rocha & Kury, 2003